# 伊莲·N·摩根
伊莲·N·摩根（1920年11月7日—2013年7月12日）是一位威尔士科普作家和演化人類學家，毕业于牛津大学玛格丽特夫人学堂，是水猿假說的支持者，主要作品有《女人的起源》（The Descent of Woman，1972年出版）等。